# Đạ Chais
Đạ Chais là một xã thuộc huyện Lạc Dương, tỉnh Lâm Đồng, Việt Nam.

## Địa lý
Xã Đạ Chais có diện tích 340,61 km², dân số năm 2022 là 2.520 người, mật độ dân số đạt 7 người/km².

## Hành chính
Xã Đạ Chais được chia thành 4 thôn: Đông Mang, Đưng K'Si, Long Lanh, Tu Poh.

## Lịch sử
Ngày 6 tháng 3 năm 1984, Hội đồng Bộ trưởng ban hành Quyết định số 38-HĐBT về việc thành lập xã Đạ Chais trên cơ sở một phần của xã Kil Pla Gnol.
Ngày 17 tháng 11 năm 2004, Chính phủ ban hành Nghị định số 189/2004/NĐ-CP về việc thành lập xã Đạ Nhim trên cơ sở 23.993 ha diện tích tự nhiên và 2.194 nhân khẩu của xã Đạ Chais.
Sau khi điều chỉnh địa giới hành chính, xã Đạ Chais còn lại 34.117 ha diện tích tự nhiên và 1.560 nhân khẩu.